# Xã Richland, Quận Guernsey, Ohio
Xã Richland (tiếng Anh: Richland Township) là một xã thuộc quận Guernsey, tiểu bang Ohio, Hoa Kỳ. Năm 2010, dân số của xã này là 2.082 người.